# 誓いの休暇
『誓いの休暇』（ちかいのきゅうか、Баллада о солдате、英題：Ballad of a Soldier）は、1959年に制作されたソビエト連邦の映画。モスフィルムが制作し、『女狙撃兵マリュートカ』のグリゴーリ・チュフライが監督した。1960年カンヌ国際映画祭最優秀賞・青少年向け映画賞を、また、サンフランシスコ国際映画祭監督賞、ロンドン国際映画祭監督賞、ダヴィッド・ディ・ドナテッロ賞（チュフライ監督）、ミラノ国際映画祭名誉賞、イタリア批評家連盟賞、全ソ映画祭第1賞、1960年キネマ旬報外国映画ベストテン第10位を獲得した。

## あらすじ
通信兵アリョーシャは、戦場で2両の敵戦車を対戦車ライフルで撃破した勲功により将軍から受勲されるが、代わりに故郷の母のもとに帰省する事を願い出て、特別に6日間の休暇を貰った。アリョーシャの心は故郷へとはやるが、戦場の見知らぬ僚友から妻への伝言を頼まれるなど、帰郷の道のりは困難を増した。さらに途中、復員する傷病兵を助けたりしているうちに列車の乗り継ぎが遅れ、休暇は瞬く間に過ぎて行く。
肉の缶詰で哨兵を丸め込み、やっと乗り込んだ軍用貨物列車の中で、アリョーシャは少女シューラと出会う。列車の中の干草の片隅で、束の間だが二人は心を通わせる。途中、水を汲みに行ったアリョーシャは軍の戦局に関する放送に聴き入っているうちに貨物列車に置き去りにされ、シューラと離れ離れになる。老婆が運転するトラックに乗せて貰いシューラの後を追うアリョーシャは、到着した駅で彼女と再会する。ほっと一息ついて食事をした時に、見知らぬ僚友からの頼まれ事を思い出したアリョーシャは急ぎシューラと街中へ出る。こうして訪れたアパートに居た夫人は既に別の男を囲っていた。僚友の妻への信頼が裏切られた事を知ったアリョーシャは、一度は渡した土産の石鹸を取り返してアパートを去った。そして僚友の父親を尋ね石鹸を手渡し、本当は何も知らぬ僚友の作り話をして聞かせるのだった。
ついにシューラとの別れの時がやって来た。本当はお互いに好意を寄せていたのだが、何も言わぬままアリョーシャは列車に乗り彼女に別れを告げた。列車の旅も故郷に近づいた時、不運にも空襲に遭い鉄橋が破壊され、先へ進めなくなったアリョーシャは、川を筏で渡りトラックをつかまえて故郷へと急いだ。そして故郷の村にたどり着いた時、休暇はもう帰りの時間を残すのみであった。村人から歓待され母親と抱き合い僅かな言葉を交わしただけで、アリョーシャは「必ず帰ってくるよ、ママ」と言い残し、慌ただしく麦畑の道を戦場へと引き返した。しかし、戦争が終わってもアリョーシャは村に帰ってこなかった。年老いた母は今日もまた、麦畑の傍らで帰らぬ息子を待ちわびる。

## キャスト
※括弧内は日本語吹替（テレビ版、初回放送1973年2月25日『日曜洋画劇場』）
- アリョーシャ - ウラジーミル・イワショフ（井上真樹夫）
- シューラ - ジャンナ・プロホレンコ（二木てるみ）
- アリョーシャの母親 - アントニーナ・マクシモワ（京田尚子）
- 将軍 - ニコライ・クリュチコフ
- 傷病兵 - エフゲニー・ウルバンスキー
- 日本語版ナレーション - 矢島正明

## 背景
チュフライは、白軍の将校と恋に落ちた赤軍の女兵士を描いた『女狙撃兵マリュートカ』で1957年にカンヌ国際映画祭で特別賞を受賞しデビューを飾る。本作のアイデアはこのカンヌ映画祭で浮かんだという。チュフライは「私はカンヌ映画祭に出席して、そこで人々が我々ソヴィエト人に対して非常に興味を持っている、という事がわかりました。多くの人々にとって、戦争はまだ記憶に新しい事でありましたし、あのファシズムに対して大勝利をおさめた国民とはどんな人々なのか、という探るような視線が我々に向けられたのです。これは、ソヴィエトの兵士についての映画を作らなくてはならないと、私はそこで思ったのです」と述べている。
脚本を書いたワレンチン・エジョフとチュフライは、「我々の提起した課題は、兵士は優れた兵士だった、という事を書く事ではなかった。この事はすでに周知の事である。我々の前にあったのは、別の課題―――我々の兵士達はどんな人々だったのか、そして我々のヒーローはどんな人間だったか、という事を描いた物語を生み出す事であった。我々の描きたかったのは、ソヴィエト社会で育ち、主義に忠実で、無垢で、素朴で、思いやりが深く母親と祖国を愛し、善意に満ち、人間としての美点と魅力とに溢れた若者の世界である。こうした資質こそ、作者達の信ずるところでは、ソヴィエト兵士の資質に他ならぬ。ソヴィエトのヒロイズムはこれらの資質から生まれた結果である」と書いており、こうした意図に沿って主人公のアリョーシャはおよそ戦時下の兵士らしからぬ状況の中で描かれている。